# Йохана Вилхелмина фон Насау-Идщайн
Йохана/Йоханета Вилхелмина фон Насау-Идщайн (на немски: Johanette/Johannetta/Joanna Wilhelmine/Wilhelmina von Nassau-Idstein) е принцеса от Насау-Идщайн-Висбаден и чрез женитба графиня и от 1734 до 1747 г. регентка на Графство Липе-Детмолд.

## Биография
Родена е на 14 септември 1700 година в Идщайн. Тя е дъщеря на княз Георг Аугуст фон Насау-Идщайн (1665 – 1721) и съпругата му принцеса Хенриета Доротея фон Йотинген-Йотинген (1672 – 1728), дъщеря на княз Албрехт Ернст I фон Йотинген-Йотинген и херцогиня Кристина Фридерика фон Вюртемберг.
Йохана Вилхелмина фон Насау-Идщайн се омъжва на 16 октомври 1719 г. във Висбаден за граф Симон Хайнрих Адолф фон Липе-Детмолд (* 25 януари 1694, Детмолд; † 12 октомври 1734, Детмолд), син на граф Фридрих Адолф фон Липе-Детмолд (1667 – 1718) и първата му съпруга принцеса Йохана Елизабет фон Насау-Диленбург-Шаумбург (1663 – 1700). Безпаричието го кара през 1725 г. да заложи финасово задължените господства Вианен и Амайде и замък Щернберг през 1733 г. на Курфюрство Брауншвайг-Люнебург.
След смъртта на съпруга ѝ Йохана Вилхелмина фон Насау-Идщайн поема опекунството за техния син.
Тя умира на 2 юни 1756 година в Браке на 55-годишна възраст. Погребана е в Детмолд.

## Деца
Йохана Вилхелмина фон Насау-Идщайн и граф Симон Хайнрих Адолф фон Липе-Детмолд имат 11 деца:
- Елизабет Хенриета Амалия (* 10 февруари 1721; † 19 януари 1793), абатиса на манастирите Капел в Липщат и Св. Мария в Лемго (1751)
- Луиза Фридерика (* 3 октомври 1722; † 3 ноември 1777)
- Карл Август (* 3 ноември 1723; † 16 февруари 1724), наследствен граф на Липе-Детмолд
- Хенриета Августа фон Липе-Детмолд (* 26 март 1725; † 5 август 1777), омъжена на 19 юни 1745 г. за херцог Фридрих фон Шлезвиг-Холщайн-Глюксбург (1701 – 1766)
- Карл Симон Фридрих (* 31 март 1726; † 18 февруари 1727), наследствен граф на Липе-Детмолд
- Симон Август (* 12 юни 1727; † 1 май 1782), граф на Липе-Детмолд, жени се

∞ I. 24 август 1750 за принцеса Луиза фон Насау-Вайлбург (1733 – 1764),
∞ II. 28 септември 1765 за принцеса Мария Леополдина фон Анхалт-Десау (1746 – 1769),
∞ III. 9 ноември 1769 за принцеса Казимира фон Анхалт-Десау (1749 – 1778);
∞ IV. 26 март 1780 за принцеса Христина Шарлота фон Золмс-Браунфелс (1744 – 1823)
- Фридрих Адолф (* 30 август 1728; 8 август 1729)
- Шарлота Клементина (* 11 ноември 1730; † 18 май 1804), абатиса на манастирите Капел в Липщат и Св. Мария в Лемго
- Лудвиг Хайнрих Адолф (* 7 март 1732; † 31 август 1800), женен

∞ I. 21 септември 1767 за принцеса Анна фон Хесен-Филипстал-Бархфелд (1735 – 1785), дъщеря на ландграф Вилхелм
∞ II. 10 април 1786 за Луиза Амалия фон Изенбург и Бюдинген (1764 – 1844)
- Георг Емил (* 12 март 1733; † 8 юли 1733)
- Вилхелм Алберт Ернст (* 11 януари 1735); † 23 януари 1791), женен за графиня Вилхелмина Готлиба фон Трота (1740 – 1793)

- граф Симон Хайнрих Адолф фон Липе-Детмолд
- Най-голямата ѝ дъщеря, Елизабет Хенриета Амалия, абатиса на манастирите Капел и Лемго
- Синът ѝ Симон Август, граф на Липе-Детмолд
- Най-малката ѝ дъщеря, Шарлота Клементина, абатиса на манастирите Капел и Лемго